# Éclairage public de Fontainebleau

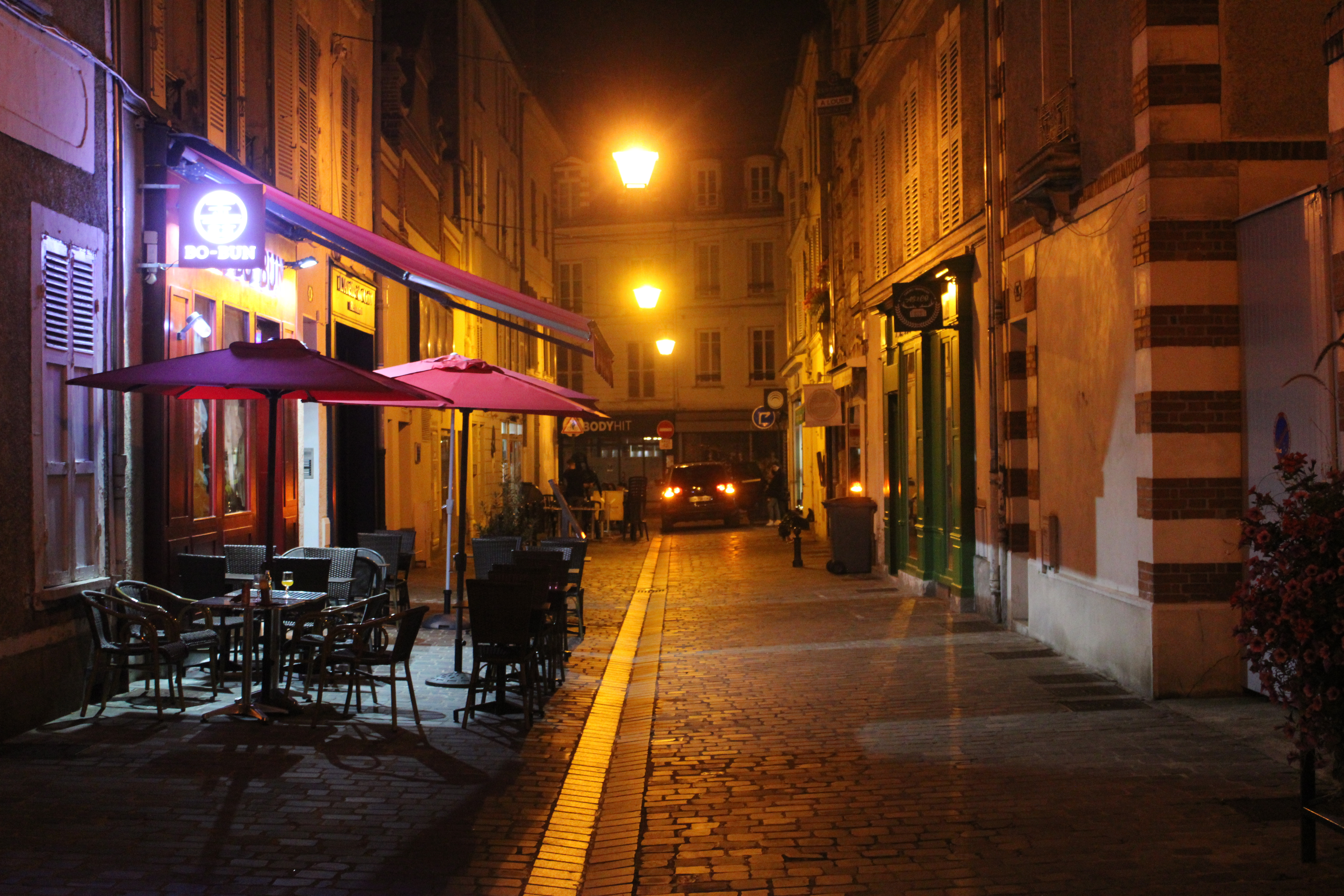
Rue des Trois-Maillets éclairée le soir. Photographiée en juillet 2021.

L'éclairage public de Fontainebleau est un ensemble de dispositifs installés dans différents lieux de la ville de Fontainebleau, en France, pour assurer le confort et la sécurité dans l'obscurité aux habitants et aux visiteurs.

## Histoire

### Fin duXVIIIesiècle
En 1776, l’éclairage des rues de Fontainebleau, bien que rudimentaire, repose sur des réverbères installés depuis le 13 août 1773. Pendant le séjour du roi Louis XVI, 208 becs de lumière sont allumés à partir du 8 octobre. L’éclairage est maintenu jusqu’au 20 octobre, puis reprend du 28 octobre au 17 novembre. Selon un mémoire de Bailly, négociant à Paris et entrepreneur de l’éclairage à Fontainebleau, l’entretien et la fourniture de l’huile pour ces 208 becs durant ces 34 jours s’élèvent à 1 768 livres. Ce montant est calculé sur la base de 5 sols par lumière et par jour, pour un total de 52 livres sur les 34 jours d’éclairage. Pour la fourniture d’une nouvelle lanterne placée rue des Trois-Maillets, y compris la boîte et les poulies, suivant le marché, la somme s’élève à 50 livres. Il y a, en outre, un éclairage supplémentaire de plusieurs réverbères, les 25, 26 et 27 novembre, pendant la foire de Sainte-Catherine, pour la facilité et la sûreté du commerce de vin qui se fait sur la place de l’Étape, située alors rue de Montmorin (actuellement, place Benjamin-Franklin, à ne pas confondre avec l'homonyme actuel).

### Éclairage de places dans les années 1880
Sur la place de l'Étape-aux-Vins, un refuge (terre-plein urbain) formé à la fin du XIXe siècle, du côté de la rue du Chemin-de-Fer (actuellement, Aristide-Briand), faillit causer un accident lorsqu'en février 1884 un conducteur de voiture venant de la rue du Chemin-de-Fer (actuellement Aristide-Briand) s'y heurta avec le risque de renverser,. Le conseil municipal vote ainsi, dans sa séance du 24 mars un crédit de 500 francs pour l'établissement d'un candélabre à trois branches sur ce « refuge casse-cou ». Celui-ci est ainsi installé le 13 mai : son style est critiqué par le journal L'Abeille de Fontainebleau, qui évoquait d'ailleurs l'idée de la destruction du refuge :

« Mais croyez-vous qu'on ait fait le choix d'un candélabre à trois branches alternées, projetant criculairement sa lumière ? Point du tout : ç'eût été trop simple.
La préférence a été donnée à une colonne beaucoup trop élevée, surmontée de trois lanternes placées sur le même plan et se touchant presque, une sorte de fourche ou de rampe, absolument comme celles qui décorent les façades des cafés-concerts ou des bals publics ! »

— L'Abeille de Fontainebleau
Dans le même temps, dans sa séance du 10 mars, le conseiller Loiseleur propose de transférer devant le collège deux des candélabres de la place Decamps, alors que L'Abeille juge que l'éclairage de cet espace est « déjà insuffisant », relatant un autre accident survenu le 22 mars. C'est lors de sa séance du 24 février 1890 que le conseil municipal adopte le projet d'établissement sur un refuge de la place de l'Étape un candélabre semblable au premier, en face de la maison Sourdel (pharmacie), ainsi que la substitution des lanternes rondes aux lanternes carrées pour l'éclairage de la rue Grande.
En 1896, l’éclairage public de la ville repose sur 435 becs, qui consomment annuellement 159,428 mètres cubes de gaz, au prix de 0 franc 18 le mètre. Un bec d’éclairage public brûle en moyenne 160 litres à l’heure, ce qui représente un coût de 0 franc 288. Le prix moyen d’un réverbère s’élève alors à 140 francs.

### Électrification dans les années 1920
En 1920, le conseil municipal vote la pose de lampes électriques qui sont placées après un certain délai, en fin d'année. Elles sont alors installées :
- à l'angle des rues Grande et de France ;
- à l'angle des rues de France et Saint-Honoré ;
- à l'angle des rues de France et Saint-Merry ;
- à l'angle des rues Saint-Merry et Royale ;
- sur la place Solférino (actuellement, du Général-de-Gaulle) ;
- à l'angle des rues du Parc (actuellement, Paul-Séramy) et d'Avon ;
- dans la rue d'Avon, dans le prolongement de la rue Auguste-Barbier ;
- au square Gambetta (actuellement, Patton) ;
- à l'entrée du boulevard de Melun, côté ville (actuellement, du Maréchal-Foch) ;
- sur la place Orloff ;
- à l'angle des rues Grande et Damesne (actuellement du Sergent-Perrier) ;
- à l'angle des rues Saint-Honoré et de la Paroisse ;
- à l'angle des rues Béranger et des Bois ;
- à l'angle des rue Guérin et Saint-Merry ;
- sur la place Centrale (actuellement, de la République), angle des rues de la Paroisse et des Sablons ;
- dans la rue de la Cloche ;
- au no 63 de la rue Grande ;
- à l'angle des rues du Chemin-de-Fer (actuellement, Aristide-Briand) et de la Coudre[8].

### Modernisation du parc et transition écologique auXXIesiècle
En 2016, la Ville cherche la modernisation de ses installations d'éclairage public en optant pour un dispositif moins énergivore, notamment des installations entièrement en diode électroluminescente (LED). Ainsi, cette année-là, les lanternes de rues Montebello et des Archives ainsi que 27 des 39 de la rue Grande sont changées. Les douze lanternes restantes de la rue Grande sont remplacées en 2017, année qui voit également le remplacement de douze dans la rue des Bois et l'intégrité de celles de l'avenue des Cascades. La Ville estime, en juillet 2018, avoir réalisé ainsi 2,14 % d'économie d'énergie.
En 2020, la Ville d'engage de surcroît à adopter une démarche de transition écologique,. En automne 2023, les lampadaires du quartier piéton (dont font partie les rue des Sablons et Trois-Maillets) sont également changés par des modèles en LED, un changement réalisé en quatre phases et assorti d’une réduction du nombre de lanternes, tout en maintenant le niveau d’éclairage,.
| Phase | Date de début | Date de fin  | Objet |
| ----- | ------------- | ------------ | --- |
| 1     | 11 septembre  | 15 septembre | Fixation de tous les points d’ancrage pour les nouveaux luminaires, création des massifs pour les candélabres en fonte |
| 2     | 25 septembre  | 29 septembre | Modification du réseau d’éclairage public                                                                              |
| 3     | 11 octobre    | 11 novembre  | Pose des nouveaux luminaires                                                                                           |
| 4     | 13 novembre   | 19 novembre  | Dépose des anciens luminaires                                                                                          |

Les nouveaux modèles sont visuellement similaires aux précédents, à l'exception d'une variation dans la couleur. Par ailleurs, la place Napoléon-Bonaparte a vu l’installation de lanternes en remplacement des sphères initiales. Le renouvellement de l'ensemble du parc lumineux, dont la réalisation est prévue progressive, constitue un objectif central de l’initiative municipale « Fontainebleau en transition », lancée en 2021, qui « vise la neutralité carbone d’ici à 2050 et la préservation de la biodiversité »,,.
Parallèlement, Fontainebleau s'aligne en 2022 avec de nombreuses communes françaises et particulièrement franciliennes sur les changements d'habitude en matière de consommation énergétique à la suite de la hausse du coût de l’énergie. Le maire Julien Gondard présente ainsi ce plan, avant l'annonce du plan de sobriété du gouvernement, lors de la séance du 26 septembre du conseil municipal qui comprend l'extinction de l'éclairage public la nuit jusqu'à 5 h selon trois zones :
- la lisière de la forêt, à 22 h ;
- la périphérie, à 23 h ;
- l'hypercentre, à 1 h 30 (puisque les restaurants et bars ferment à 1 h)[13],[14].

Au second semestre 2023, plus de 35 % des luminaires ont été remplacés avec le maintien d'un même niveau de luminosité. Ce remplacement permet par ailleurs de diffuser un éclairage nocturne adouci, évoquant la luminosité d’un clair de lune, au lieu de l'extinction complète des feux à partir d'une certaine heure,. Ce chantier représente un investissement de 523 000 euros, dont 95 834 euros pour le quartier piéton. En outre, le château de Fontainebleau fait partie des sites et monuments franciliens visés par le plan de sobriété énergétique du gouvernement Élisabeth Borne dont le but est de « moins chauffer et moins éclairer les musées ou monuments historiques parisiens ou franciliens ».

## Parc lumieux
Le parc lumineux de la ville compte soit 1 376 lampadaires en 2018 ou 1 481 lanternes en 2023.

## Compétences
La gestion de l'éclairage public de la ville relève des compétences de la Commune de Fontainebleau. En ce qui concerne les routes départementales, telles que le boulevard de Constance, la compétence relève du Département de Seine-et-Marne.